# María Galindo

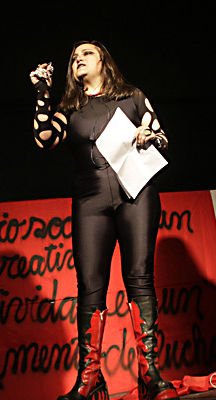
María Galindo

María Galindo Neber (geboren 1964 in La Paz) ist eine anarchafeministische Aktivistin, Psychologin und Mitgründerin des Kollektivs Mujeres Creando, das sie immer noch leitet. Sie bringt die wenig beachtete Perspektive indigener Frauen in einen Dialog mit Praktiken des nichtweißen Feminismus, Anarchismus und Punk und kritisiert die vorherrschenden neokolonialistischen, neoliberalen und religiösen Strukturen.

## Leben
María Galindo wurde 1964 in La Paz oder Cochabamba geboren. Sie schloss 1981 das Gymnasium in ihrer Heimatstadt ab und nahm ein Studium an der Päpstlichen Universität im Vatikan auf, um Nonne zu werden. 1992 kehrte sie nach Bolivien zurück und gründete zusammen mit Julieta Paredes und Mónica Mendoza Mujeres Creando (Frauen, die erschaffen), ein feministisches Kollektiv und eine soziale Bewegung. Sie bemängelt, dass selbstorganisierte Strukturen und Praktiken von neokolonialistischen, |neoliberalen und religiösen Strukturen gedämpft werden.
Galindos Aktionen prangern Sexismus, seine Ausprägung des Machismo (männliches Dominanzverhalten) und Homophobie an. Für ihre interventionistischen Aktionen, oft Streetart oder Performances, wurde sie bereits mehrfach von der Polizei angegriffen und sogar festgenommen. Sie ist Kolumnistin der bolivianischen Tageszeitung Pagina Siete und Soziologiedozentin an der Universidad de San Andrés in Buenos Aires.
Galindo unterstützte Álvaro García Linera, der 1992 ohne Prozess und Richterspruch wegen Terrorismus und Umsturz zu 5 Jahren Haft verurteilt wurde. 2006 startete er seine Kandidatur für die Verfassungsgebende Versammlung in der Partei Movimiento Bolivia Libre (MBL) als symbolischen Akt der Kritik am Prozess selbst. In diesem Zusammenhang schreibt und veröffentlicht sie zusammen mit Mujeres Creando die feministische politische Verfassung des Staates.
Nach dem Besuch des iranischen Präsidenten Mahmud Ahmadineschad am 27. September 2007 beim damaligen bolivianischen Präsidenten Evo Morales initiierte María Galindo einen Protest im Fernsehsender Unitel, der auf die Verletzung der Menschenrechte im Iran aufmerksam machte, indem er die Verfolgung und Hinrichtung von Homosexuellen scharf kritisierte. Im selben Jahr wurde der Radiosender Radio Deseo gegründet, wo sie die Sendung La loca Mañana moderierte.
2013 veröffentlichte sie eines ihrer wichtigsten Werke No se puede descolonizar sin despatriarcalizar, in dem sie das Patriarchat als Grundlage aller Herrschaft, einschließlich Rassismus, kritisiert. Im März 2017 riefen Mujeres Creando zu einer Aktion zur Entkriminalisierung der Abtreibung vor der Kathedrale von La Paz auf.
Ende 2019 war María Galindo in eine Kontroverse über einen Artikel verwickelt, in dem sie der bolivianischen Präsidentin Jeanine Áñez vorwirft, zu sanftmütig zu sein, anstatt feministische Kämpfe voranzutreiben. Dafür erhielt Galindo Kritik, beispielsweise beschuldigten Feministinnen aus der Gruppe "Pan y Rosas" sie, sehr autoritär zu sein und sich als die einzig wahre Stimme innerhalb des bolivianischen Feminismus zu betrachten.

## Werkauswahl

### Publikationen
- Y si fuésemos una espejo de la otra, por un feminismo no racista (1992)
- María Galindo 2004. Archivo Cordero 1900 - 1961 Edición Turner.
- María Galindo, Sonia Sánchez 2007. Ninguna mujer nace para puta. Edición ilustrada de Lavaca Editora, S. 220f. ISBN 987-21900-3-8
- Mujeres Grafiteando (2006), autoría colectiva de recopilación de grafitis producidos por Mujeres Creando.. 2013. No se puede Descolonizar sin Despatriarcalizar. ISBN 97899954-2-622-4
- María Galindo, 2016 Espejito Mágico, un conjunto de retratos de mujeres escritos para Radio.
- No hay libertad política sin libertad sexual (2017)

### Filme
- Serie Acciones (2002)
- Mamá No me lo Dijo (2004); TV-Serie, die in Bolivien frei zugänglich war. Die Dreharbeiten zogen wegen obszöner Handlungen einen juristischen Prozess nach sich.
- Exiliadas del Neoliberalismo (2004); Dokumentation über bolivianische Migrantinnen in Spanien
- Amazonas, mujeres indomables (2009); Dokumentation über eine argentinische Aktivist*innengruppe, die gegen die machistische Gewalt kämpfen. Gezeigt wurde der Film in von emigrierten Bolivianern, Peruanern und Paraguayern bewohnten Stadtteilen.
- Virgen Cerro y Virgen Barbie; Kurzfilme, die in Potosí gezeigt wurden
- 13 Horas de Rebelión (2013); 6 Kurzfilme, einer von ihnen war 2014 ein zentraler Bestandteil der Installation von Mujeres Creando auf der Bienal de Arte in São Paulo.